# Yongmun-dong, Daejeon
Yongmun-dong (koreanska: 용문동) är en stadsdel i staden Daejeon i Sydkorea, i den centrala delen av landet, 140 km söder om huvudstaden Seoul. Den ligger i stadsdistriktet Seo-gu.